# Jerzy Pytlakowski

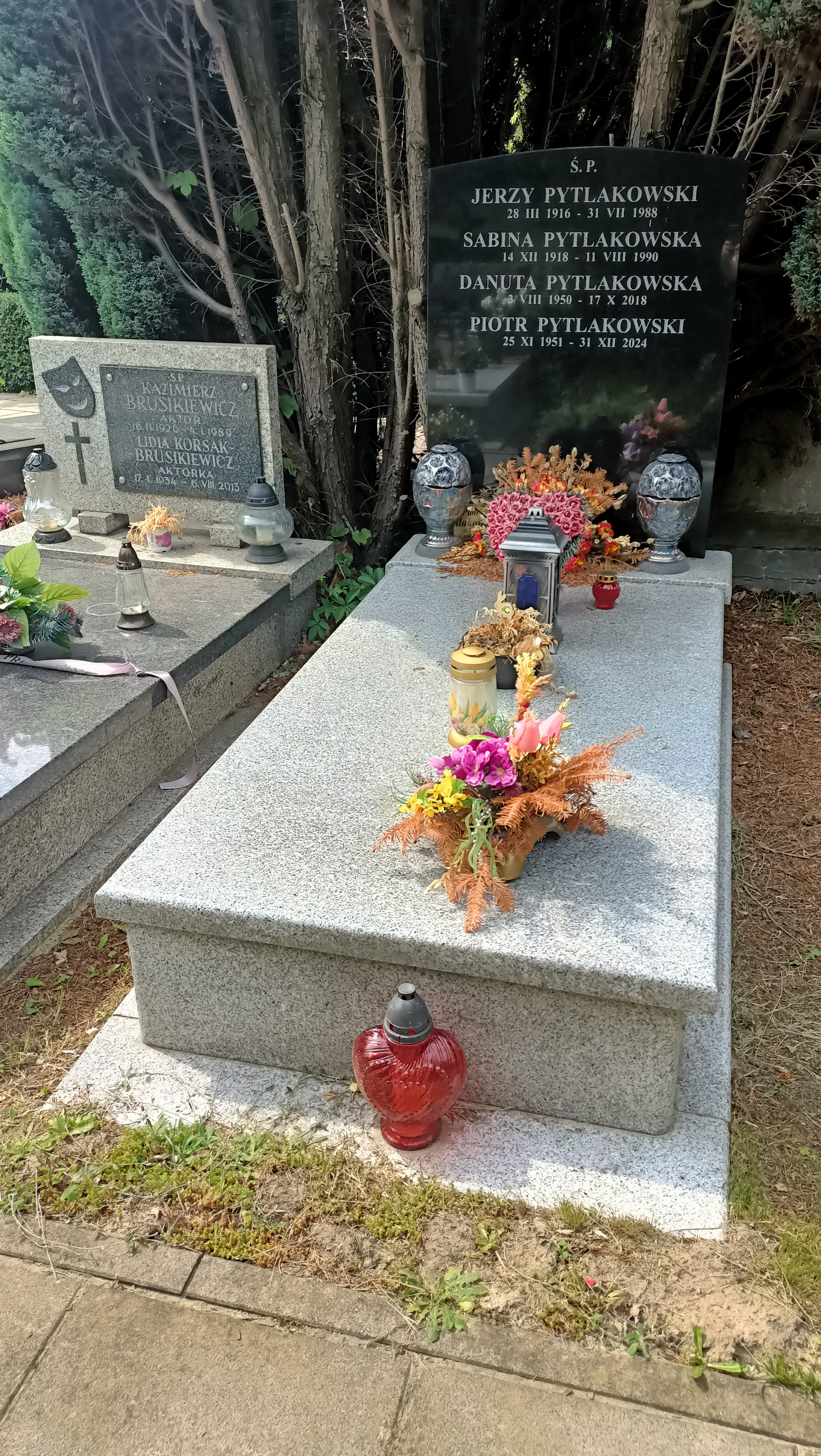
Grób Jerzego Pytlakowskiego na Cmentarzu Wojskowym na Powązkach

Jerzy Janusz Pytlakowski (ur. 28 marca 1916 w Warszawie, zm. 31 lipca 1988 tamże), polski prozaik, dziennikarz radiowy.

## Życiorys
Był synem Ignacego (nauczyciela) i Marii z domu La Roppé. Uczęszczał do Gimnazjum im. Stanisława Staszica w Lublinie, następnie do X Państwowego Gimnazjum im. Henryka Sienkiewicza we Lwowie, wreszcie do Humanistycznego Gimnazjum Państwowego w Zakopanem, gdzie w 1934 złożył egzamin dojrzałości. W tymże roku rozpoczął studia prawnicze na Uniwersytecie Warszawskim, był również w latach 1934–1936 uczniem Konserwatorium Muzycznego w Warszawie w klasie skrzypiec. Od 1936 działał w lewicowych organizacjach; był członkiem Związku Niezależnej Młodzieży Socjalistycznej, Sekcji Akademickiej Polskiej Partii Socjalistycznej, Sekcji Młodych przy Związku Zawodowym Pracowników Umysłowych. Publikował na łamach prasy PPS-owskiej, w 1938 zaliczył debiut literacki - w lwowskim dwutygodniku „Sygnały” (nr 38) ogłosił wiersz Na pogrzeb Adama Struga.
Większą część okupacji hitlerowskiej spędził w Warszawie. Utrzymywał się z prac doraźnych, działając jednocześnie w konspiracji, początkowo lewicowej (Socjalistyczna Organizacja Bojowa, Robotnicza Partia Polskich Socjalistów), potem AK-owskiej. Kontynuował naukę w ramach tajnego nauczania, uzyskując w 1943 na konspiracyjnym uniwersytecie magisterium prawa. W 1942 pół roku spędził w więzieniu na Pawiaku. Jako żołnierz Armii Krajowej (kompania Granat) walczył w powstaniu warszawskim. Po upadku powstania został wywieziony na roboty do Niemiec, pracował w cukrowni pod Hanowerem, potem jako pomocnik frezera i pomocnik kowala w zakładach lotniczych w Dessau (dziś Dessau-Roßlau), gdzie przeżył dywanowe naloty aliantów. Powrócił do Warszawy w maju 1945 r.
Po wojnie podjął pracę w Polskim Radiu. Przez pewien czas kierował działem reportażu rozgłośni warszawskiej, potem był związany z redakcją audycji literackich. Od 1945 należał do Polskiej Partii Robotniczej, od 1948 do 1981 należał do PZPR. Lata 1949–1950 spędził w Paryżu jako korespondent Polskiego Radia i redaktor naczelny tygodnika „Polska i Świat”. Po powrocie do kraju kontynuował pracę w radiu, zajmując się publicystyką kulturalną. Współtworzył i prowadził m.in. audycje Najciekawsze wydarzenia kulturalne ostatnich tygodni, Lektury, lektury, Zwierzenia wieczorne, Słowo i dźwięk, Licytacja piękności, Przegląd wydarzeń kulturalnych za granicą, liczne wywiady z ludźmi kultury, dyskusje literackie. Pracował w Polskim Radiu do 1975. W 1969 został wyróżniony Złotym Mikrofonem, otrzymał też kilka nagród Przewodniczącego Komitetu ds. Radia i Telewizji oraz odznakę honorową tego komitetu.
Krótko po wojnie debiutował jako prozaik reportażem Powstanie mokotowskie, ogłoszonym początkowo na łamach „Nowej Epoki” (1945–1946), a następnie w formie książkowej w 1946. Był autorem powieści, opowiadań i reportaży, z których najbardziej znane są Fundamenty (1948, o budowie Pafawagu, powieść wyróżniona nagrodą miasta Wrocławia), Wierność (1956, o współczesnej wsi lubelskiej), Martwe klawisze (1963, studium psychologiczne z wątkiem nieuleczalnej choroby), Upalne nocne godziny, czyli Champs Elysées de Varsovie (1966). Opowiadanie Olimpijczyk (1948) przyniosło Pytlakowskiemu nagrodę na literackim konkursie przedolimpijskim. Jego utwory ukazywały się w licznych przekładach – m.in. po czesku, estońsku, bułgarsku, niemiecku, rumuńsku, słowacku, węgiersku, a jak sam autor twierdził, również po chińsku.
Od 1947 należał do Związku Literatów Polskich (początkowo pod nazwą Związek Zawodowy Literatów Polskich), w latach 1957–1959 był członkiem Zarządu Głównego, brał też udział w pracach komisji gospodarczej. Od 1983 był członkiem nowego Związku Literatów Polskich. Został odznaczony m.in. Krzyżem Kawalerskim Orderu Odrodzenia Polski (1972), Złotym Krzyżem Zasługi (1956), Warszawskim Krzyżem Powstańczym, Brązowym Medalem „Za zasługi dla obronności kraju”, Odznaką Honorową „Zasłużony Działacz Kultury”. Był żonaty (żona Sabina Wiernik, siostra Ireny Szymańskiej), miał dwoje dzieci – jego syn, Piotr Pytlakowski, był reportażystą, scenarzystą, dziennikarzem tygodnika „Polityka”. Jego bratem był szachista, Andrzej Pytlakowski. Interesował się muzyką, był również aktywnym sportowcem (taternictwo, szachy). Zmarł w wieku 72 lat w lipcu 1988 w Warszawie, tamże został pochowany  na cmentarzu Powązki Wojskowe w Warszawie (kwatera K-2-56).

## Twórczość

### powieści
- Fundamenty (1948)
- Życie przed śmiercią (1949)
- Lato w Ornuży (1955, dla młodzieży)
- Wierność (1956)
- Rozprawa się zaczyna (1957)
- Martwe klawisze (1963)
- Upalne nocne godziny, czyli Champs Elysées de Varsovie (1966)
- Zeznanie (1972)
- Martwe klawisze II (1981)

### opowiadania i reportaże
- Powstanie mokotowskie (1945–1946, wydanie książkowe 1946, reportaż)
- Wielki cień (1946, zbiór opowiadań)
- Olimpijczyk (1948, opowiadanie)
- Listy (1950, wydanie książkowe 1951, opowiadanie)
- W Wysocicach pod Miechowem (1951, reportaż)
- Listy z MDM (1952, zbiór opowiadań i reportaży)
- Młodość naszego wieku. Opowiadanie o F. Dzierżyńskim (1952)
- Nowe czasy (1952, opowiadanie o budowie Nowej Huty)
- Pożegnanie z Fernandem Garimaux i inne opowiadania francuskie, 1952)
- Droga Piotra Czajki (1953, opowiadanie)
- Opowiadania różne (1957)
- Humoreski sentymentalne (1963)
- Opowiastki na zadany temat (1977)